# Liederista
Liederista se aplica esta denominación estrictamente musical al cantante lírico que dedica parte o la totalidad de su actividad profesional a la canción de cámara o Lied (canción). Puede tener registro de soprano, mezzosoprano, contralto, tenor, barítono o bajo.
El término es una adaptación del alemán "Liedersänger" (cantantes de canciones). Un Liederista es un término italiano que se aplica al quecanta canciones separadas o los ciclos ( Winterreise, Die schöne Müllerin, Liederkreis, Dichterliebe, etc) más afamados de Beethoven, Schubert, Robert Schumann, Hugo Wolf, Mahler, Richard Strauss y otros compositores.
Entre los más destacados Liederistas del siglo XX pueden mencionarse a Hans Hotter, Dietrich Fischer Dieskau, Hermann Prey, Fritz Wunderlich, Elisabeth Schwarzkopf, Christa Ludwig, Lotte Lehmann, Janet Baker, Peter Schreier y Victoria de los Ángeles.
En la actualidad el género cuenta con exponentes como Thomas Hampson, Ian Bostridge, Thomas Quasthoff, Christian Gerhaher, Gerald Finley, Jessye Norman, Barbara Hendricks, Renée Fleming, Anne Sofie von Otter y Christoph Prégardien.